# Loonatics Unleashed
Loonatics Unleashed è una serie televisiva animata prodotta da Warner Bros. Animation e ispirata alle sembianze dei Looney Tunes. I protagonisti sono dei loro discendenti futuristici che svolgono il lavoro di supereroi.
La serie è stata trasmessa negli Stati Uniti su Cartoon Network dal 17 settembre 2005 all'11 maggio 2007. In Italia è andata in onda dal 6 dicembre 2006 su Cartoon Network, e dal 2022 è disponibile anche sul servizio streaming TIMvision.
I design dei personaggi trapelati prima dell'uscita della serie sono stati accolti in maniera estremamente negativa da numerosi fan e ci sono state numerose petizioni per chiederne le modifiche. Sam Register, il quale era diventato vicepresidente esecutivo di Warner Bros. nel 2008, ha considerato i design dei personaggi come "un promemoria di cosa non fare"
Questa è stata l'ultima serie dei Looney Tunes trasmessa nel decennio degli anni 2000. Il franchise sarebbe poi andato in pausa per 4 anni fino al rilascio di The Looney Tunes Show.
Negli anni a seguire, Loonatics Unleashed viene citata in altre serie animate come i New Looney Tunes, il reboot degli Animaniacs e Teen Titans Go! per ironizzare sul suo insuccesso o addirittura mettere alla berlina il design dei protagonisti.

## Trama
Nell'anno 2772, un meteorite si schianta su un litorale dell'immaginaria città-pianeta Acmetropolis, causando lo spostamento dell'asse di rotazione e provocando strani fenomeni: la pioggia cade dal basso verso l'alto, un crepuscolo perpetuo avvolge Acmetropolis e, soprattutto, alcuni abitanti della città acquisiscono straordinari superpoteri. Una misteriosa e potente donna di nome Zadavia chiama sei adolescenti dei residenti colpiti, per formare una squadra di supereroi. Essi sono Ace Bunny, Lexi Bunny, Danger Duck, Tech E. Coyote, Slam Tasmanian, e Rev Runner, discendenti di alcuni Looney Tunes. Nascono così i Loonatics Unleashed, che grazie alle loro incredibili doti hanno il compito di proteggere Acmetropolis dalle nuove minacce provenienti dallo spazio.
In seguito si scoprirà che Zadavia è un alieno che usò i suoi poteri per abbattere leggermente la meteora, impedendo la distruzione totale del pianeta. Inoltre fu suo fratello maggiore, chiamato Optimatus, a far sì che la meteora colpisse Acmetropolis, nel tentativo di uccidere la sorella.
Nella seconda stagione, la serie assume un tono più leggero, e vengono introdotti molti altri discendenti di altri personaggi Looney Tunes, la maggior parte dei quali compaiono solo una volta. Gli antagonisti della stagione precedente appaiono o vengono menzionati raramente. Zadavia diventa una figura meno misteriosa, e partecipa regolarmente con i Loonatics nelle loro avventure. Vengono introdotti anche altri due alieni provenienti dallo stesso pianeta di Zadavia, chiamanti Keyboard Man e Deuce; quest'ultimo sostituirà Optimatus come antagonista principale.

## Personaggi

### Loonatics
- Ace Bunny, è il leader dei Loonatics ed è il discendente di Bugs Bunny, lo si capisce dallo stesso senso dell'umorismo. È fidanzato di Lexi e qualche volta sa essere birbante e vanitosetto, nonostante sia apprezzato da tutti i suoi amici. Il suo potere consiste nella vista a raggi laser; oltre a questo è esperto di arti marziali e possiede una spada potentissima dotata di poteri straordinari. Doppiato da Daniele Raffaeli.
- Lexi Bunny, è l'unica ragazza del gruppo, fidanzata di Ace ed è la discendente di Lola Bunny Una delle sue molte abilità è l'agilità, è un tipo simpatico e scherzoso, ma a volte facilmente irritabile. Ha il potere di scagliare un'onda energetica grazie all'uso del pensiero e il super-udito. Doppiata da Federica De Bortoli.
- Danger Duck, è senza dubbio il personaggio più avido e capriccioso che tenta sempre di usurpare ad Ace il ruolo di leader, dimostrando spesso la sua gelosia nei suoi confronti. È il discendente di Daffy Duck. Crede in valori un po' superficiali come i soldi, le ragazze, sé stesso, ma quando si tratta dei suoi amici sa essere anche dolce e dimostrare il suo affetto. Ha il potere di lanciare uova di energia (che diventano più potenti se sono immerse nell'acqua, Duck la chiama "Acqua Pazza") e di teletrasportarsi. Doppiato da Alessio De Filippis.
- Slam Tasmanian, è un tipo di poche parole; spesso si limita ai fatti come aiutare i propri amici. Da non dimenticare la sua passione per il cibo. È il discendente di Taz, ed ha lo stesso potere del suo antenato (creare un tornado). Doppiato da Massimo Milazzo.
- Tech E. Coyote, è il genio e lo scienziato del gruppo; passa la maggior parte del suo tempo a progettare nuove armi e mezzi di trasporto (come navicelle spaziali) che i Loonatics usano nelle loro missioni. È il discendente di Willy il Coyote. Ha il potere di spostare gli oggetti e di rigenerarsi, nel caso venga polverizzato. Doppiato da Daniele Barcaroli.
- Rev Runner è un uccello, molto chiacchierone, ma simpatico. Discendente di Beep Beep. Spesso litiga con Tech, dato che gli invade quasi sempre il laboratorio, ma, nonostante questo, è un amico leale con un cuore d'oro. Ha il potere di correre a velocità supersonica e possiede un GPS interno. Doppiato da Alessio De Filippis (voce anche di Danger).

### Alleati originali
- Zadavia Doppiata da Beatrice Margiotti
- Dr. Fidel Chroniker

### Altri personaggi ispirati ai Looney Tunes
- Mr. Leghorn
- Ophiuchus Sam
- Pierre Le Tanfò
- Gorlop
- Reale Tittimus
- Sylth Vester
- Regina Nonnetta
- Harriet Runner
- Ralph Runner
- Rip Runner
- Sagittarius Stomper e sua madre
- Electro J. Fudd
- Melvin il Marziano
- Sergente Sirius
- Pinkster Pig
- Stoney e Bugsy

### Antagonisti originali
- Optimatus
- Generale Deuce
- Gunnar il Conquistatore
- Professor Zane
- I Fuzzy
- Velluto Nero
- Weather Vane
- Dr. Taddeo Dare
- Il Domatore
- Otto il Bizzarro
- Massive
- Drake Sypher
- Arthur "Time Skip" Chroniker
- Mallory "Mastermind" Casey
- Adolpho
- Parasita bio-technologico delle sinapsi
- Regina Atena
- Rupes Oberon
- Boötes Belinda

## Lista episodi

### Stagione 1
1. L'era glaciale (Loonatics on Ice)
2. L'attacco dei Fuzzy (Attack of the Fuzz Balls)
3. Il mantello di Velluto Nero (The Cloak of Black Velvet)
4. Le previsioni del tempo (Weathering Heights)
5. La città capovolta (Going Underground)
6. Arriva la cometa (The Comet Cometh)
7. Il mondo è un grande circo (The World is My Circus)
8. Forze di gravità (Stop the World, I Want to Get Off)
9. Cacciatore di gloria (Sypher)
10. Giorno dopo giorno (Time After Time)
11. Cervellona in fuga (The Menace of Mastermind)
12. Il fratello segreto (prima parte) (Acmegeddon: Part 1)
13. Il fratello segreto (seconda parte) (Acmegeddon: Part 2)
14. Il treno fantasma (Secrets of the Guardian Strike Sword)
15. Delfino guida (A Creep in the Deep)
16. Puzzola pazza (I Am Slamacus)
17. Il trono spaziale (The Heir Up There)
18. Il Robo-Amigo (The Family Business)
19. L’odore della paura (Cape Duck)
20. Il cacciatore (The Hunter)

### Stagione 2
| N° | Titolo                | Prima TV USA                     | Trama in breve |
| -- | --------------------- | -------------------------------- | --- |
| 1  | Dallo spazio profondo | tra settembre 2006 e maggio 2007 | Quando Rev e Lexi manomettono il sistema d'arma automatizzato X3000 di Tech scambiandolo per un videogioco, Melvin il marziano arriva ad Acmetropolis per distruggerlo dopo che la sua astronave è stata colpita da un missile dell'invenzione di Tech. Quando Melvin minaccia di ridurre il pianeta, Lexi ammette di aver manomesso l'invenzione di Tech e Melvin ordina che Lexi gli venga consegnata entro 24 ore. Riusciranno i Loonatics a trovare un modo per contrastare Melvin prima che Acmetropolis diventi l'unico luogo planetario "difficile da trovare su qualsiasi mappa"? |
| 2  | Amazzoni spaziali     | tra settembre 2006 e maggio 2007 | Sbarcando sull'isola di Apocalypso, i Loonatics trovano una colonia di donne belle e potenti chiamate Apocazons guidate dalla regina Atena. La regina Atena è rimasta colpita dal comportamento di Lexi nei confronti di Duck e la invita a unirsi a loro in un evento molto speciale. Tuttavia, non tutto è come sembra con gli Apocazon. |
| 3  | I due orfanelli       | 3 dicembre 2019                  | Un vecchio amico di Danger Duck, agente Pinkster Pig, aiuta i Loonatics nella loro lotta contro i gangster Stoney the Stone e Bugsy the Bug. Ma da quando ha aiutato, le cose sono andate male per i Loonatics. |
| 4  | Rock malefico         | 4 dicembre 2019                  | Durante il periodo di Capodanno, i Loonatics affrontano Boötes Belinda, un cattivo e la sua band che usano la musica rock per terrorizzare Acmetropolis. Quando Zadavia viene catturato, ordina a Tech di costruire per lui una chitarra high-tech. Ora i Loonatics devono salvare Zadavia e sconfiggere questa banda malvagia. Si scopre che la band è composta da robot guidati da Rupes Oberon, un uomo che ha scritto un inno nazionale per Zadavia su Freleng, ma è stato abbattuto poiché esisteva già un inno nazionale: uno che aveva parole. Usa la chitarra per rubare tutti i poteri di Zadavia. |
| 5  | Alla ricerca del re   | 5 dicembre 2019                  | Ora che Optimatus è libero, lui, insieme al generale Deuce e Rupes Oberon, pianifica di utilizzare il generatore di wormhole del pianeta Blanc per conquistare l'universo. Si dice che Blanc sia al centro dell'universo e che ogni punto dell'universo possa essere raggiunto istantaneamente con facilità da esso. I Royal Tweetums contattano i Loonatics per chiedere aiuto. Si scopre che i Tweetum sono sfuggiti alla cattura. I Loonatics devono trovarlo prima che lo faccia Optimatus, ma non senza l'aiuto di un vecchio nemico |
| 6  | In cerca di Tittimus  | 6 dicembre 2019                  | Dopo aver ricevuto un messaggio contenente indizi su dove si trovano i Tweetum, i Loonatics e Sylth Vester cercano dove si trovano i Tweetum. Nel frattempo, il generale Deuce e Optimatus iniziano i loro piani per conquistare l'universo. Tuttavia, Deuce tradisce Optimatus, che si unisce a Zadavia e ai Loonatics. Durante lo scontro finale tra Deuce e Ace, Ace lo bandisce in un altro universo. L'episodio si conclude con i Loonatics che si rendono conto di essersi diplomati dalla semplice protezione di Acmetropolis e ora sono protettori dell'intero universo. Il team decide di trasferire il proprio quartier generale a Blanc, che consentirà loro di raggiungere istantaneamente qualsiasi punto problematico ovunque nello spazio. |